# Slytangara
Slytangara (Xenospingus concolor) är en fågel i familjen tangaror inom ordningen tättingar.

## Utseende och läte
Slytangara är en 15 cm lång distinkt tangara med lång stjärt samt lysande gul smal näbb och gula ben. Fjäderdräkten är enhetligt blygrå ovan med svart på tygeln, undertill ljusare grå med vitaktig buk. Ungfågeln är olivbrun ovan, gulbeige under med brun streckning. På vingarna syns två otydliga beigefärgade vingband och näbben är brunaktig. Sången är skyttlande melodi och lätet ett vasst "zeep".

## Utbredning och systematik
Fågeln placeras som enda art i släktet Xenospingus. Den förekommer i kustnära områden från västra Peru (Lima) och Anderna i norra Chile.

### Familjetillhörighet
Liksom andra finkliknande tangaror placerades denna art tidigare i familjen Emberizidae. Genetiska studier visar dock att den är en del av tangarorna.

## Status
Arten har en relativt liten världspopulation och bebor ett område där naturlig fragmentering av dess levnadsmiljö förvärrats av människan. Internationella naturvårdsunionen IUCN kategoriserar arten som nära hotad. Beståndet uppskattas till mellan 1 000 och 2 500 vuxna individer.